# 美里·什帕克
美里·什帕克（约公元前1186年—约公元前1172年在位）（英語：Meli-Shipak）加喜特后期国王。他死后由儿子麦若达赫·巴拉丹一世继位。